# 潮汕地區
潮汕地区，简称潮汕，是岭东的主要部分（註：嶺東在此處是指蓮花山脈以東，包括潮汕、閩南、梅縣等地區；狹義的嶺東僅指梅縣一帶，較爲少用），是广东省潮州市、汕头市、揭阳市等市，历史上在潮州府内由海阳县、潮阳县、揭阳县、饶平县、普宁县、澄海县、惠来县、丰顺县组成的潮州八邑，语言上通行潮州话的地区。但原属潮州府的丰顺县多數地區操客語，在中华人民共和国成立后改属梅州，所以现时一般不将其视作潮汕地区的一部分；而同样情况的大埔县全縣通行客語為主，亦不被視作潮汕地區的一部份。曾属汕头地区管辖的海丰、陆丰两县组成的汕尾市，由于在歷史上不歸潮州府轄，因此民俗与潮州府不相通，不曾属于潮汕地区。

## 名稱
「潮汕」名稱來源於1904年建設潮州到汕頭的鐵路，得名潮汕鐵路，後來潮汕成為現今潮州、汕頭、揭陽這三個地級市的通稱。潮汕地區在歷史上為潮州府，故海外潮汕移民後裔常以「潮州」稱呼。

## 历史

### 县域

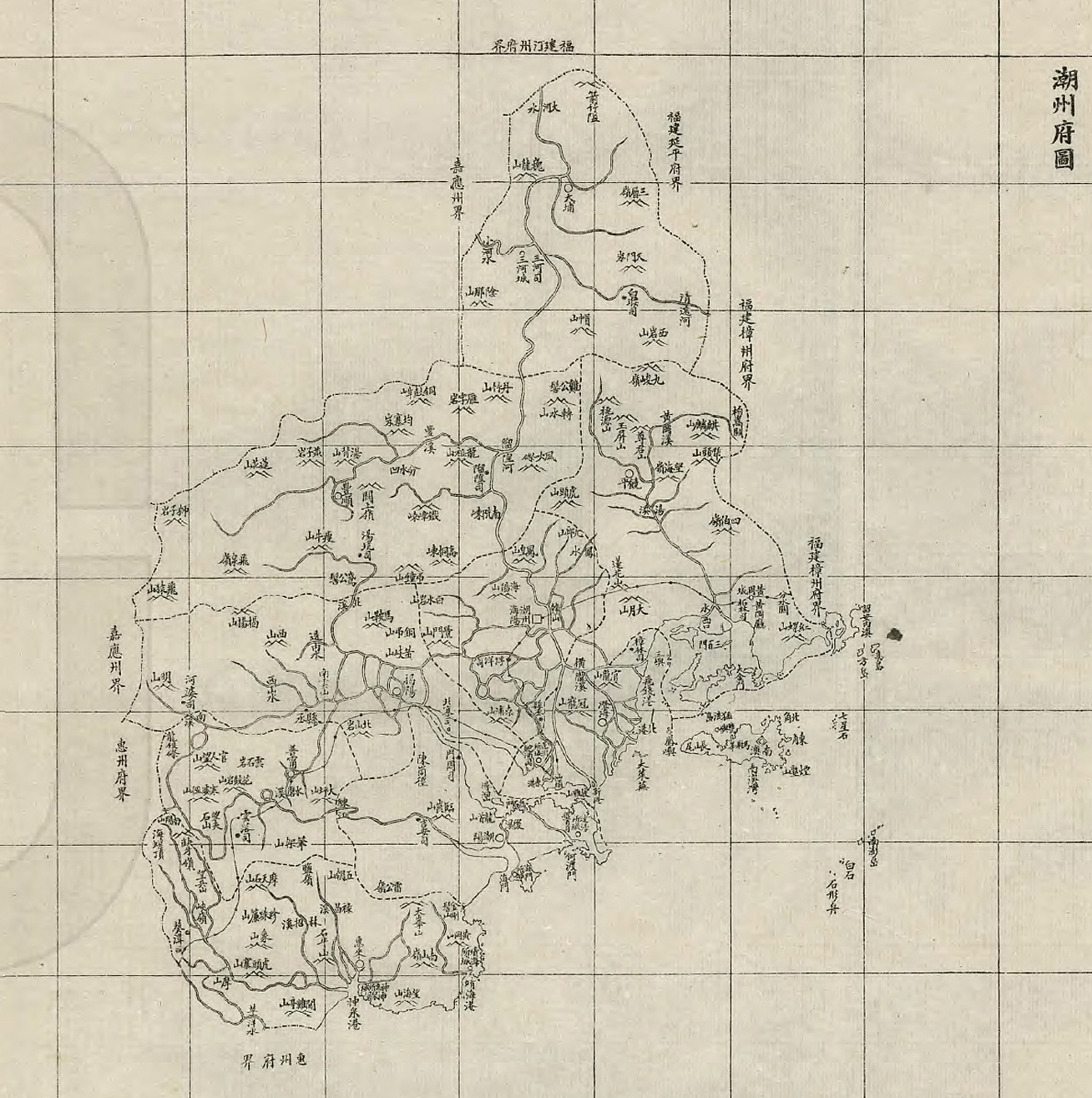
清光绪《广东舆地全图》潮州府图

目前属于潮汕地区的历史县域，东晋时设有：海阳县、潮阳县；南宋绍兴十年（1140年）设有揭阳县；明代设有：饶平县、惠来县、澄海县、普宁县；清代设有：丰顺县。以上县域设置于中国古代时期，被认为是传统行政区域。另有南澳县初设于民国时期，原分属闽粤两省管辖，于1914年划归广东省，在潮州府辖下時為南澳廳，尚未建县。
各县之中，以海阳县、潮阳县、饶平县、普宁县、澄海县、惠来县、 丰顺县、揭阳县为传统的潮州八邑。潮汕地区都是明代时从号称“潮州三阳”的原海阳县、潮阳县、揭阳县三县析置的：
海阳县：现潮州市潮安区、湘桥区、枫溪区、饶平县，汕头市澄海区、南澳岛，及丰顺县北部（古丰政都10个镇）。民国元年，更名为潮安县（指今潮安区、湘桥区、枫溪区）。
潮阳县：现汕头市濠江区、潮阳区、潮南区，揭阳市惠来县、普宁市。
揭阳县：现汕头市金平区、龙湖区，揭阳市榕城区、揭西县、揭东县，及丰顺县汤坑市。（古蓝田都6个镇）
现汕头市直接渊源是原澄海县地，澄海县地则分别析自潮州三阳中的揭阳县、海阳县两县。揭阳县鮀江都、鳄浦都（約为现在的金平区）、蓬洲都（約為現在的龙湖区）；海阳县上外莆、中外莆、下外莆等三都、饒平縣苏湾都（約为现在的澄海区）。“沙汕头”明代中期以前即为揭陽縣地。1861年开埠後，汕头仍屬鮀浦巡檢司所辖，司署由蓬洲所城遷至沙汕頭（舊址位於老妈宫前的旧升平街和顺昌街之间，在今金平区境內），现金平区是汕头市政府驻地；1921年，汕头设立市政厅，与澄海分治。1981年，在龙湖区創辦汕头经济特区（於2011年擴展至汕頭全境）。

## 交通

### 高速公路
- 深汕高速公路
- 汕汾高速公路
- 潮惠高速公路
- 揭普高速公路
- 汕梅高速公路
- 汕湛高速公路
- 潮惠高速公路

### 水路
- 潮州港
- 汕頭港
- 揭阳港

### 铁路
- 廣梅汕鐵路
- 廈深鐵路
- 梅汕鐵路
- 汕汕鐵路-汕头南至汕尾已开通；汕头至汕头南：建设中
- 揭惠鐵路（建设中）
- 粤东地区城际铁路（建设中）
- 鹰汕铁路（规划中）

### 航空
- 揭阳潮汕国际机场

## 经济
| 潮汕地区GDP指标对比（2007） |           |         |         |         |
|                             | GDP总量   | GDP总量 | 人均GDP | 人均GDP |
| 地区                        | 亿元      | 位次    | 元      | 位次    |
| 全国                        | 257,306   |         | 19,524  |         |
| 全省                        | 30,673.07 | 1       | 32,713  | 6       |
| 珠三角9市                   | 25,606.87 |         | 54,721  |         |
| 珠三角以外12市              | 6,507.86  |         | 13,855  |         |
| 1、粤东4市                  | 2,107.48  |         | 13,144  |         |
| 2、粤西3市                  | 2,325.02  |         | 15,412  |         |
| 3、山区5市                  | 2,075.36  |         | 13,093  |         |
| 汕头                        | 850.10    | 11      | 17,392  | 9       |
| 潮州                        | 380.22    | 18      | 17,048  | 11      |
| 揭阳                        | 585.90    | 14      | 11,710  | 17      |

粤东3市中，有最早对外开放的四大经济特区之一的汕头市。2007年，粤东4市GDP总量为2,107.48亿元，占广东全省GDP总量的6.56％。其中汕头处全省第11位，列四市第1位；揭阳处全省第14位，列四市第2位；潮州处全省第18位，列四市第3位。（经济学方面通常不将丰顺县统计入潮汕地区）

### 新式能源
惠来靖海风力发电站石碑山风力发电场，是目前中国国内装机容量最大的风力发电场；中国第一座建设在江河沿岸的内陆核能试验发电站，位于韩江中游的神砂村；筹建揭阳乌屿核电站，位于惠来县仙庵镇东北6公里外的乌屿，靠近汕头市。

## 社会

### 语言
潮汕話（海外華裔多稱為潮州話）、客家話。

#### 潮声卫视[來源請求]
粤东地区的广播电视节目，是通过设在丰顺县八乡山的粤东电视调频转播台发送的。
潮声卫视是全球首个以潮州话（潮语）制作电视节目的卫星电视台，2010年5月1日正式开播。但总部设在香港，是香港在粤语广州话外，第1个其它中国方言的卫星电视台。希望结合香港开放的商业文化，宣传潮汕地方的人文。以粤东沿海4个市及海内外潮汕人和汕尾市为其主体宣传对象。
潮声卫视於2011年7月27日停播後，“潮聲衛視”更名為“潮商衛視”，重新在香港註冊。經全面調整改版，2011年10月1日上午11時整，以全新的面貌正式啟播。

### 教育

#### 高等教育[來源請求]
广东高校分布不平衡，主要聚集在广州与珠三角其他地区以及粤西的湛江，粤东高校相对较少。
- 汕头：现有高校4所。
- 潮州：现有高校2所。
- 揭阳：现有高校2所，高校校区1个。

本科高等院校3所：
- 汕头大学：广东省属本科高校，位于汕头，拥有博士后科研流动站，最高可授予学位为博士。
- 广东以色列理工学院：中外合作办学高校，位于汕头，由汕头大学与以色列理工学院合作创办，最高可授予学位为博士（由以色列理工学院授予）。
- 韩山师范学院：广东省属本科师范院校，位于潮州，最高可授学位为硕士。

专科高等院校5所：
- 广东汕头幼儿师范高等专科学校：汕头市属专科高校。
- 汕头职业技术学院：汕头市属专科高校。
- 广东潮州卫生健康职业学院：潮州市属专科高校。
- 潮汕职业技术学院：揭阳市属专科高校。
- 揭阳职业技术学院：揭阳市属专科高校。

师范高等院校2所：
- 韩山师范学院：位于潮州，潮汕地区唯一师范本科高校。
- 广东汕头幼儿师范高等专科学校：位于汕头，潮汕地区唯一幼儿师范高校。

高校校区1个：
- 广东工业大学揭阳校区：广东省属本科高校，主校区位于广州，分校区位于揭阳。

#### 高中教育[來源請求]
- 汕头：现有普通高中85所。
- 潮州：现有普通高中34所。
- 揭阳：现有普通高中52所。

其中国家级示范性高中18所
- 汕头：汕头金山中学、汕头市第一中学、广东汕头华侨中学、潮阳一中、澄海中学、潮阳林百欣中学、潮阳黄图盛中学、汕头聿怀中学、潮阳实验学校
- 潮州：潮州金山中学、潮州高级中学、潮州南春中学、松昌中学、饶平二中、瓷都中学
- 揭阳：揭阳一中、河婆中学、揭东一中、普宁二中

（目前丰顺县通常不计入潮汕地区，其县内现有普通高中10所，丰顺中学亦是国家级示范性高中）
2008年，潮州市的高中阶段毛入学率为60.9%，汕头市的高中阶段毛入学率为56%，揭阳市的高中阶段毛入学率为53.6%。离省教育厅要求2011年达到85%的目标还有一段很大的距离。

#### 职业教育
- 汕头：现有中等职业技术学校22所，高校内设中专部1个。其中国家级重点中等职业学校2所、省级重点中等职业学校4所、市级重点中等职业学校2所、省级实训中心2个。[参 4]
- 潮州：现有中等职业技术学校15所。[参 5]
- 揭阳：现有中等职业技术学校15所。

#### 特殊教育
特殊教育发展迟滞，人口大区潮阳区、普宁市、惠来县、潮安县等县区迄今没有特殊教育学校。
- 汕头：汕头市聋哑学校、澄海启智学校、汕头存心特殊教育学校[参 6]、潮南区特殊教育学校[1]。
- 潮州：潮州湘桥区集德启智学校、饶平县益智学校
- 揭阳：东山特殊教育学校

### 宗教

#### 佛教

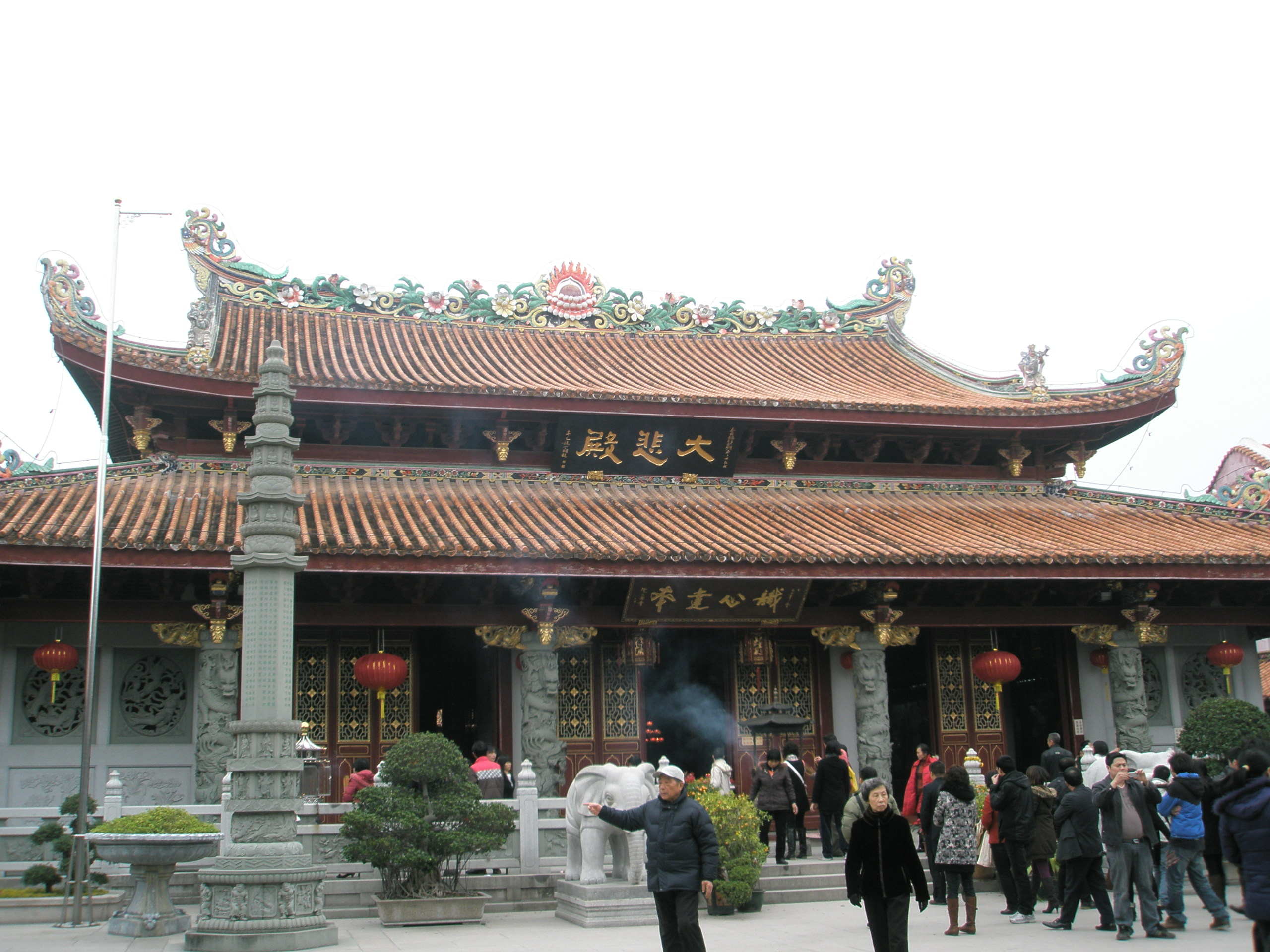
潮州開元寺

潮州的佛教流派主要是：曹洞宗華首分派、臨濟宗普陀山伴山庵分派、黄檗宗虎溪分派。佛教團體有：佛教協會，佛教居士林，益壽互助會。
東晉、南北朝梁陳間，當時海陽（或瀛州）有佛寺一所，至南朝及隋代，海陽己增至二所，可見佛教早在東晉時期就已經傳入潮州。
全國四大古開元寺之一的潮州開元寺為唐開元二十六年（公元738年）敕建，據傳其前身為隋唐時期創建的“荔峰寺”。
嶺東佛學院于1933年10月9日為澄弘法師創辦，時在閩南佛学院任教的寄塵法師担任院長。1948年5月停辦，1991年10月經潮州開元寺明生法師、慧然法師、慈雲法師籌備復辦。

#### 道教
潮人信奉道教系統眾神明，主要是太上李老君、玉皇大帝、玄天上帝（真武大帝）、張天師和八仙中的呂洞賓（呂祖仙師）與韓湘子。還有與他們生活較有直接關聯的民間俗神，主要有三山國王、城隍、財神、福祿壽三星、天后、保生大帝、註生娘娘、珍珠娘娘、公婆神以及各行各業的行業神。 

#### 天主教

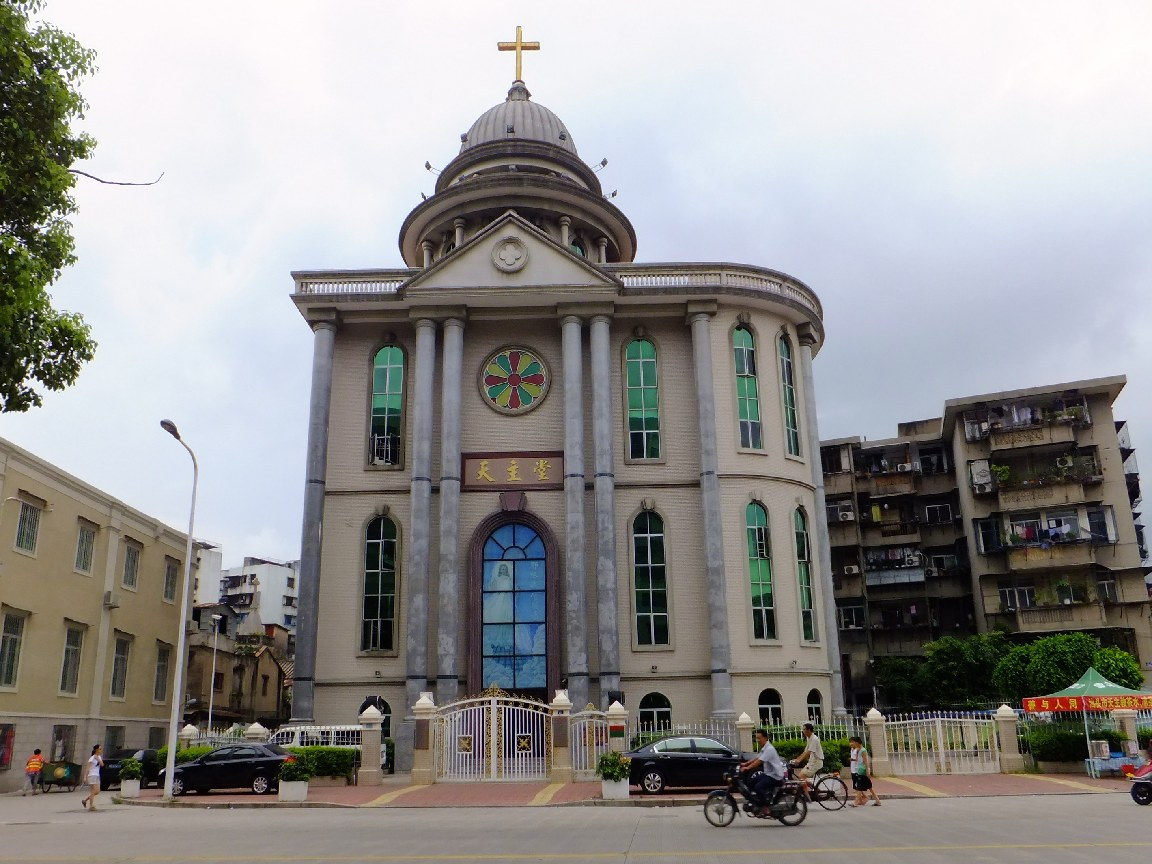
位於汕頭市外馬路的聖若瑟主教座堂

天主教傳入潮州城已有300多年歷史。17世紀中葉，葡萄牙多明我會傳教士開始到潮州府城傳教。1724年（雍正二年）府城已有教堂，面積2百方丈，後毀棄。不過當時無恆住的教士，每隔一年或數年，則有福建之多明我會教士或澳門之葡萄牙教士來此巡視教務。1850年（道光三十年），法國籍李神父到潮州巡迴傳教。同年，羅馬教廷發通諭，潮州傳教事務，由法國巴黎外方傳教會傳教士接替。1875年（光緒元年）法國籍劭神父來潮協助傳教，廣設書齋，在府城置高三老厝為教堂，時潮州府已成為全潮天主教的中樞。1885年（光緒十一年），法國籍布塞克神父呈請潮州府批准，在府城購地建大堂，既年奠基，1904年（光緒三十年）建成，面積1242平方米，名為聖母進教之佑大堂，是省內僅次於廣州石室聖心大教堂的大堂。
1914年天主教廣東代牧區分為廣州代牧區和潮州代牧區，1915年8月18日，潮州代牧區更改為汕頭代牧區。

#### 基督新教

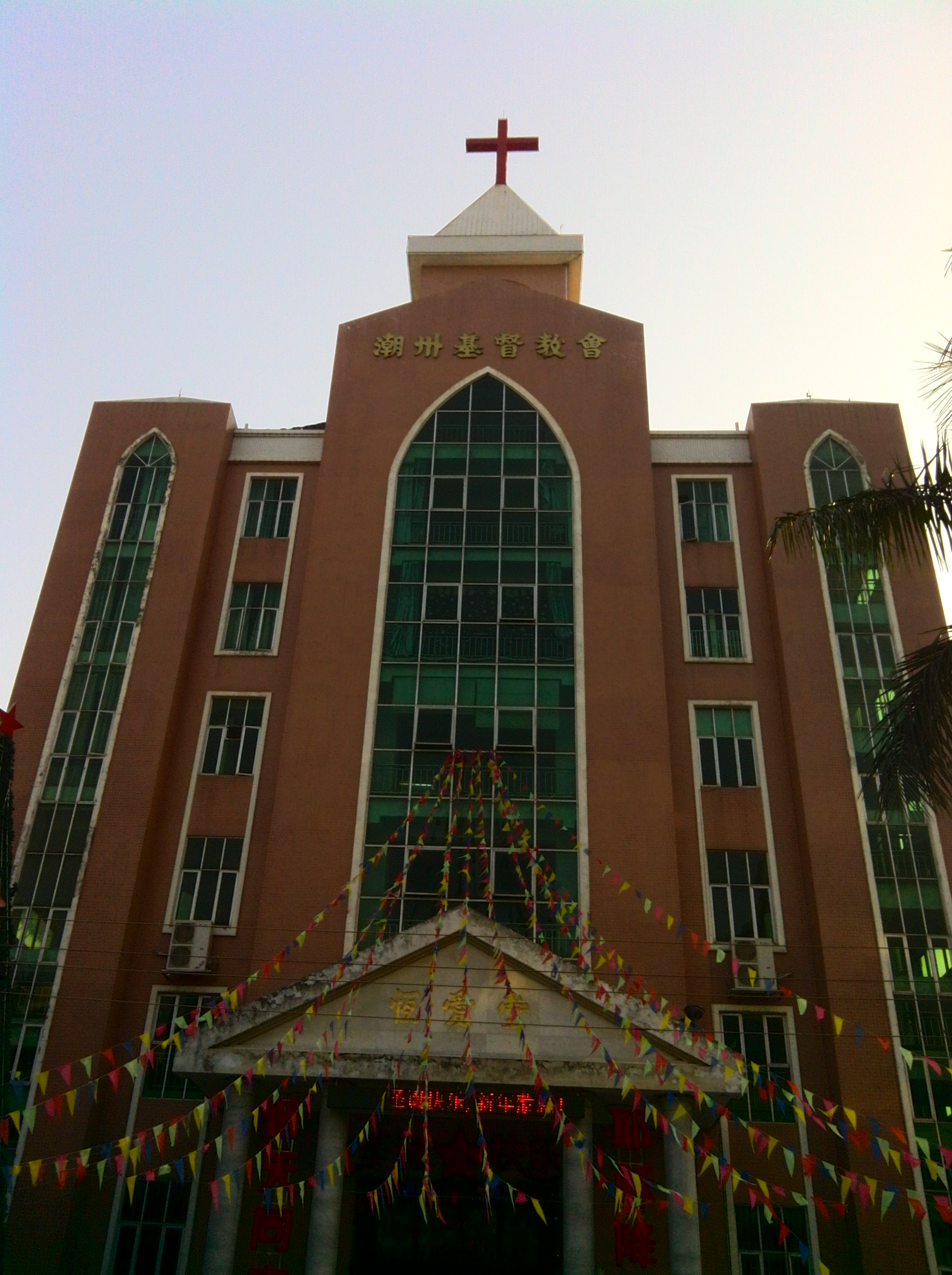
基督新教恒爱堂

1848年（清道光二十八年）德國巴色會差會和瑞士信徒組織的崇真會派牧師黎力基到潮安龍湖傳教，但不被當地官府所容。
約在1856年長老會開始在潮州城區傳教，後遷分司後巷，再遷於猴洞，最後在南堤頂建教堂（址在原潮州衛生學校校址，現為潮州新天地商業區（在建中）），後毀於1918年南澳大地震。1922年開始另在萬壽宮（今昌黎路萬壽里）建教堂。1924年教堂落成，舉行獻堂禮。此後長老會開始向意溪等鄉鎮發展。
1880年（清光緒六年）美國浸信會傳入海陽縣與饒平縣黃岡鎮、三饒鎮，1894年（清光緒二十年）傳入府城，美國教士金士督在潮州筆架山建造兩座牧師樓，並先後在城區馬王廟、十八曲等地創辦宣道所。1906年在西馬路（今西馬路84號）建教堂，命名「講書堂」。後又把講書堂改建成2層樓房，易名「城中堂」。1948年，浸信會開始向農村發展。
1907年（清光緒三十三年）基督復臨安息日會的康牧師和麥牧師到府城傳教，同年黃希榮長老在十八曲巷建安息日會教堂。
1958年以後，三教派在昌黎路萬壽宮的中華基督教堂聯合舉行禮拜。教會在文革期間受到衝擊，教堂被封閉，教徒、神父、修女和牧師受到迫害。1983年三教派信徒聯合在原城中堂過正常宗教生活，由郭學道牧師主持禮拜，並把城中堂改名為市區堂。1999年9月25日，潮州市基督教會在湘橋區鳳園路舉行新教堂恆愛堂奠基儀式。2000年12月24日，「恆愛堂」落成獻堂，遂成潮州市基督教會市區主教堂。原城中堂便成為部分家住老市區的年邁信徒過宗教生活的市區分教堂。

#### 德教
德教是潮州人特有宗教，由潮阳县人杨瑞德创立，各分会常以“紫X阁”命名，在南洋各国有为数不少的潮州人信众。在潮汕本土：客语区称紫清阁、潮汕东片（榕江为界）有紫香阁、潮汕西片有紫濠阁；马来亚北部有紫云阁、南部有紫瑞阁；港澳地区有紫和阁；还有济芳阁、德善堂等等。

## 文化
潮汕地区细化为几个人文地区，分别为海澄饶、潮普惠、潮揭丰三个小区。
海澄饶（又称潮澄饶，旧称海平帮），指原海阳县、澄海县、饶平县；潮澄饶三县都源自潮州三阳中的海阳县；潮普惠，指原潮阳县、普宁县、惠来县，潮普惠为潮州三阳中的原潮阳县地；揭丰（民国廿年以前常包括普宁，称为揭普丰；民国廿年以后逐渐演变为潮揭丰，即潮安县入揭丰，普宁县入潮惠），指原揭阳县、丰顺县（现梅州市丰顺县）；其中丰顺县係原海阳县、揭阳县两县地。
在潮汕的人文片区内，海澄饶是其中人文较为鼎盛的地方，口音最为柔和，也是潮汕地区唯一出产文人之地，以潮安为代表，近代有四大文化名人--饶宗颐、陈平原、张竞生、秦牧。潮普惠则存在明显的教育落后问题，当地人一般文化水准偏低、口音较为粗犷、重视商业，因此多出商人，以潮阳为代表。揭丰大致介于两者之间，更偏于后者。

### 表演藝術
- 潮劇
- 潮州鐵枝木偶戲
- 潮州英歌：一種結合舞蹈、武術、戲劇的表演藝術。

### 民樂
- 潮州音乐
  - 潮州鑼鼓樂（依編制大小分成大鑼鼓、小鑼鼓）
  - 潮州弦詩樂
  - 潮州儒家樂（外江詩）
  - 潮州箏（搭配冇弦和尺八）

名家有郭鹰、王安明、林毛根、林吉衡、王培榆·马思聪等

#### 特性樂器
潮州二弦、外江弦（竹弦、竹提琴）、潮州提弦（與竹或椰子殼製的提琴不同，係融合廣東高胡和民樂二胡創製的潮樂胡琴，通常是第 3或第2把手，第2把手常是冇弦）、潮州嗩吶（潮語吹，依尺寸分大吹、小吹）、潮箏、潮州琵琶、潮州月琴、深波。

### 文博场馆
- 国家一级图书馆：汕头市图书馆，汕头市澄海区图书馆，揭阳市榕城区图书馆[7]，普宁市图书馆，潮州市湘橋區圖書館[8]。
- 官方文博馆：汕头的潮汕历史文化研究中心的侨批文物馆是国内首个侨批文物馆，潮州传统工艺品陈列馆、中国瓷都陈列馆、饶宗颐学术馆、淡浮文物院、陶瓷八珍楼，揭阳的丁日昌博物馆。
- 民间文博馆：潮南的刘明通博物馆是国内首个民间博物馆，潮安华夏历史博物馆，潮州的陈仰中美术馆是中国第一家个体陶瓷美术馆，潮州的陈舜羌木雕艺术馆，澄海的塔山风景区有中国首个民间文革博物馆。

### 潮语流行歌手
- 宋亦樂
- 李小珍
- 黎田康子
- 方少珊
- 牛馬丁
- 林華
- 李緒杰
- 動力腳車
- 汤媛媛

## 旅游

### 历史文物单位

#### 国家级文物保护单位
- 潮州：广济桥、开元寺、许驸马府、己略黄公祠、从熙公祠、道韵楼、韩文公祠、笔架山潮州窑遗址、海阳县儒学宫、凤凰塔、广济门城楼、王大宝墓、葫芦山摩崖石刻、涵碧楼、镇风塔、大埕所城、紫来楼、饶平土楼、黄冈丁未革命纪念亭。
- 汕头：崎碌炮台，广东东江各属行政委员公署旧址，国民革命东征军总指挥部、总政治部旧址，潮海关旧址、南昌起义南下部队指挥部旧址；濠江区的达濠古城墙；澄海区的大莱芜炮台，龟山建筑遗址，陈慈黉故居；潮阳区的大颠祖师塔，文光塔，莲花峰摩崖石刻，海门“万人冢”遗址；潮南区红场镇的大南山石刻革命标语；南澳县的猎屿铳城。
- 揭阳：揭阳学宫，城隍庙，关帝庙，陈氏家庙，丁日昌旧居址、甲东里；揭西县的棉湖打铁街作坊群、郭氏大夫第、三山国王祖庙；惠来县的靖海古城墙。
- 普宁：培风塔，德安里民居群，“八一”南昌起义南下部队指挥部军事决策会议旧址、虎头埔古窑址。德安里，始建于同治十年（公元1871），光绪十六年建成，距今已有140多年的历史。是清末广东水师提督、名将方耀与其兄弟共同营建的家族集居寨，是潮汕地区现存规模最大、保存最完整、历史时期较长的巨型府第式建筑组群，也是国内罕见的府第式古村落。
- 丰顺：东江苏维埃政府旧址。

#### 国家级历史文化名村
澄海区隆都镇前美村

#### 广东省古村落
澄海区隆都镇前美村，普宁市洪阳镇德安里，潮安区龙湖镇龙湖寨，澄海区莲下镇程洋冈村；潮阳区贵屿镇南阳古村，澄海区隆都镇龙美村，潮安区古巷镇孚中村,潮安区古巷镇象埔寨，潮安区文祠镇李工坑村，潮安区凤凰镇后河村，揭阳市经济开发试验区渔湖镇长美村，普宁市燎原镇泥沟村，丰顺县教授村砂田镇黄花村
。

### 风景区
国家级AAAA级景区：揭阳市揭东区望天湖度假村
- 国家AAAA级旅游景区：潮州市东山湖温泉度假村，淡浮院，绿岛旅游山庄；汕头中信高尔夫海滨度假村，汕头南澳岛旅游区，汕头礐石风景名胜区；揭阳市京明温泉度假村。

### 老寨
潮州市
- 潮安县龙湖寨
- 潮安县象埔寨

汕头市
- 龙湖区 鸥汀寨
- 濠江区 达濠寨
- 濠江区 河浦寨
- 澄海区 程洋岗寨
- 澄海区 樟林寨
- 澄海区 永宁寨
- 潮阳区 上仓寨
- 潮南区 东里寨
- 潮南区 神山寨

揭阳市
- 普宁德安里
- 揭西钱坑寨
- 揭西永泰楼

- 丰顺县建桥围

### 潮汕园林
潮阳西园，潮阳耐轩磊园，潮阳林园（潮阳三园林为私家宅邸不对外开放），潮州莼园（即饶宗颐故居）以及普宁春桂园（为清代园林，惜今部分形迹已为家居所改）和澄海西塘（得不到相关部门的重视，现已破败不堪）。

### 名人故居
- 潮州市饶宗颐故居（即潮州蒓园）
- 潮安县林大钦故居
- 饶平县张竞生故居
- 汕头市蓬州所城翁万达故居
- 澄海区秦牧故居
- 澄海区郑信故里
- 澄海区陈慈黉故居
- 潮阳区蔡楚生故居
- 潮阳区郑之侨故居
- 潮南区周光镐故居